# Eudontomyzon danfordi
Espèce
Statut de conservation UICN

 LC  : Préoccupation mineure
Eudontomyzon danfordi est une espèce de lamproie de la famille des Petromyzontidae.